# Jaipongan
Jaipongan (tiếng Sunda: ᮏᮄᮕᮧᮍᮔ᮪), còn được gọi là Jaipong, là một vũ điệu truyền thống phổ biến của người Sunda ở Indonesia. Vũ điệu được sáng tạo bởi Gugum Gumbira, dựa trên âm nhạc Ketuk Tilu truyền thống của người Sunda và động tác pencak silat.